# مگس‌گیر شکم‌اخرایی
مگس‌گیر شکم‌اُخرایی (نام علمی: Mionectes oleagineus) پرنده کوچکی از تیرهٔ ژیان‌مرغان است که در مکزیک، همه کشورهای آمریکای مرکزی، ترینیداد و توباگو، و همه کشورهای آمریکای جنوبی به جز آرژانتین، شیلی، پاراگوئه و اروگوئه یافت می‌شود.